# Eudonia decorella
Eudonia decorella là một loài bướm đêm trong họ Crambidae.